# بیماری سیستم عصبی مرکزی
دستگاه عصبی بدن شبکه‌ای پیچیده و گسترده (شامل نورون‌ها، اعصاب و...) است که توسط جریان الکتریکی، هماهنگی و تنظیم فعالیت‌های بدن را بر عهده دارد.
دستگاه عصبی از دو بخش مرکزی و محیطی تشکیل شده است. بخش مرکزی دستگاه عصبی بدن شامل مغز و نخاع و بخش محیطی شامِل اعصاب حسی و حرکتی محیطی، نورون‌ها و ... می باشد.

## بخش ها
دستگاه عصبی به طور کلی شامل موارد زیر است:
- مغز و نخاع
- اعصاب(مرکزی/محیطی_حسی/حرکتی)
- نورون(یاختهٔ عَصبی) و نوروگلیا(یاختهٔ پشتیبان بافت عصبی)
- گیرنده‌های حواس پیکری(مثل گیرنده‌های متفاوت سطح پوست)
- گیرنده‌های حواس ویژه(مثل گیرنده‌های بینایی، شنوایی و بویایی)

## سیستم عصبی چگونه آسیب می‌بیند؟
سیستم عصبی ممکن است با موارد زیر آسیب ببیند:
- ضربه
- عفونت‌ها
- عیوب ساختاری
- تومورها
- اختلال در جریان خون
- اختلالات خود ایمنی
- مشروبات الکلی
- بی‌خوابی

## اختلالات سیستم عصبی
- اختلالات عروقی مانند سکته مغزی، حمله ایسکمی گذرا (TIA)، خونریزی زیر عنکبوتیه، خونریزی و هماتوم ساب‌دورال و هماتوم اپی‌دورال.
- عفونت‌هایی مانند مننژیت، آنسفالیت، فلج اطفال و آبسه اپیدورال.
- اختلالات ساختاری مانند آسیب مغزی یا نخاعی، فلج بل، اسپوندیلوز گردنی، سندرم تونل کارپال، تومورهای مغز یا نخاع، نوروپاتی محیطی، و سندرم گیلن باره.
- اختلالات عملکردی مانند سردرد، صرع، سرگیجه و نورالژی.
- دژنراسیون‌ها، مانند بیماری پارکینسون، ام اس، اسکلروز جانبی آمیوتروفیک (ALS)، کریا هانتینگتون و بیماری آلزایمر.

## علائم و نشانه‌های اختلالات سیستم عصبی
موارد زیر رایج‌ترین علائم و نشانه‌های عمومی اختلال سیستم عصبی است. اگر چه ممکن است افراد تجربهٔ متفاوتی از علائم را داشته باشند. علائم ممکن است شامل موارد زیر باشد:
- شروع مداوم یا ناگهانی سردرد و سردردی که متفاوت (گاهی درد به شکل سنگین در سر جابجا میشود) است.
- از دست دادن احساس یا سوزن سوزن شدن
- ضعف یا از دست‌دادن قدرت عضلانی
- از دست‌دادن بینایی یا دوبینی
- فراموشی و از دست‌دادن حافظه و توانایی‌های ذهنی
- عدم هماهنگی اعضای بدن
- سفتی عضلانی
- لرزش و تشنج
- کمردردی که به پاها، انگشتان پا یا سایر قسمت‌های بدن تیر بکشد
- تحلیل عضلانی
- گفتار نامفهوم و اختلال در بیان یا درک مطلب

## تیم مراقبت‌های بهداشتی بیماری‌های مغز و اعصاب
بهترین راه برای مدیریت اختلالات سیستم عصبی با کمک تیمی از ارائه‌دهندگان مراقبت‌های بهداشتی است که در این زمینه تخصص دارند. ممکن است در هر زمان به همه اعضای تیم نیاز نداشته باشید. اما خوب است بدانید آنها چه کسانی هستند و چگونه می‌توانند کمک کنند. در اینجا لیستی از برخی از ارائه‌دهندگان مراقبت‌های بهداشتی که ممکن است در درمان اختلالات سیستم عصبی نقش داشته باشند آورده شده است.

### متخصص مغز و اعصاب
پزشکی که اختلالات سیستم عصبی را تشخیص می‌دهد و تلاش برای درمان آن دارد، متخصص مغز و اعصاب نامیده می‌شود.

### جراح مغز و اعصاب
جراحانی که به عنوان یک تیم درمانی برای اختلالات سیستم عصبی فعالیت می‌کنند، جراحان مغز و اعصاب یا جراحان مغز و اعصاب نامیده می‌شوند.

### رادیولوژیست اعصاب و رادیولوژیست مداخله‌ای
این رادیولوژیست که در تشخیص بیماری‌های سیستم عصبی با استفاده از تصویربرداری و در درمان بیماری‌های سیستم عصبی مانند آنوریسم مغزی، سکته مغزی حاد و شکستگی مهره‌ها از طریق مداخله رادیولوژیک تخصص دارد. همچنین در تهیه بیوپسی از تومورها نیز نقش دارد.

### روان‌شناس
مشکلات عاطفی مانند: اضطراب، افسردگی، نوسانات خلقی و تحریک پذیری در اختلالات سیستم عصبی رایج هستند. روان‌شناس به شما در این زمینه کمک می‌کند. روانشناسان ممکن است آزمایشاتی را انجام دهند تا بفهمند اختلال شما چقدر بر نحوه تفکر و احساس شما تأثیر می‌گذارد. روان‌شناس همچنین به شما در مقابله با اثرات عاطفی ناشی از اختلالات سیستم عصبی کمک می‌کند.

### روان‌پزشک
اگر برای درمان علائمی مانند افسردگی یا اضطراب به دارو نیاز دارید، این پزشک می‌تواند کمک کند.

### متخصص طب فیزیکی
ارائه‌دهندگان مراقبت‌های بهداشتی که با افراد در فرایند توانبخشی کار می‌کنند، فیزیاتریست نامیده می‌شوند.

### فیزیوتراپیست
این یک متخصص است که به شما در برطرف شدن اختلالات حرکتی، درد مفاصل، سفتی عضلات و … کمک می‌کند.

### کار درمانگر
این ارائه‌دهنده به شما کمک می‌کند یاد بگیرید که فعالیت‌های روزانه خود را مدیریت کنید. برای مثال، ممکن است در انجام کارهایی که باید در محل کار یا خانه انجام دهید، مشکل داشته باشید. کار درمانگر به شما کمک می‌کند تا راه‌هایی برای سازگاری با هر گونه تغییر در توانایی‌های فیزیکی خود بیابید.

### آسیب‌شناس گفتار – زبان
این ارائه‌دهندگان در درمان اختلالات گفتاری و شناختی تخصص دارند. آن‌ها همچنین مشکلات بلع را درمان می‌کنند.